# الأوسمة المدنية في باكستان
الأوسمة المدنية في باكستان (بالإنجليزية: Civil decorations of Pakistan)‏ هي مؤسسة حكومية تأسست 19 مارس 1957، بعد إعلان استقلال باكستان في 23 مارس 1956. يُعلن عنها سنوياً في يوم الاستقلال لباكستان في 17 أغسطس من كل عام.

## رتب الأوسمة المدنية
- رتبة باكستان
- رتبة الشجاعة
- رتبة التميز
- رتبة الزعيم القائد
- رتبة الخدمة

| الجائزة               | الترتيب حيب الأهمية |
| --------------------- | ------------------- |
| نيشان (رمز)           |                     |
| رمز باكستان           |                     |
| رمز الشجاعة           |                     |
| رمز الامتياز          |                     |
| رمز الزعيم القائد     |                     |
| رمز الخدمة            |                     |
| هلال                  |                     |
| هلال باكستان          |                     |
| هلال الشجاعة          |                     |
| هلال الامتياز         |                     |
| هلال الزعيم القائد    |                     |
| هلال الخدمات          |                     |
| Sitara (نجمة)         |                     |
| نجمة باكستان          |                     |
| نجمة الشجاعة          |                     |
| نجمة الامتياز         |                     |
| نجمة الزعيم القائد    |                     |
| نجمة الخدمات          |                     |
| Tamgha (ميدالية)      |                     |
| ميدالية باكستان       |                     |
| ميدالية الشجاعة       |                     |
| ميدالية الامتياز      |                     |
| ميدالية الزعيم القائد |                     |
| ميدالية الخدمات       |                     |